# Joan Díaz
Joan Díaz (Barcelona, 1967) és un pianista i compositor català.
Va cursar els estudis de piano, solfeig i harmonia al Conservatori Municipal de Música de Barcelona i al Taller de Músics. Les classes magistrals de piano de Bruce Barth i Hal Garper el van tenir com assistent.
La diplomatura de Grau Superior expedida per l'INCANOP la va obtenir el (1994) i el Títol Superior de Música (Convocatòria única) expedit per l'Escola Superior de Música de Catalunya (2009).
Premiat en cinc ocasions per l'Associació de Músics de Jazz i Música Moderna com a millor pianista i/o teclista, Joan Díaz va sorprendre el públic i la crítica amb el seu treball We sing Bill Evans, amb el qual va obtenir el premi de la crítica de la revista JAÇ (2008) i va ser finalista dels premis ARC (2009), editat el mateix any. El va seguir Benestar/Peaceful, el seu primer disc a piano sol amb la col·laboració de Perico Sambeat (2010). Ha col·laborat amb diversos grups i ha enregistrat amb músics com Randy Brecker, Michael Mossman, John Mosca, Robin Eubanks, Dennis Rowland, Theo Bleckman, Chris Kase, Allan Skidmore, Jorge Rossy, Peer Wyboris, Jordi Bonell, Joan Mungía, Adam Colker, Bob Sands, Perico Sambeat, Chris Higgins, Omer Avital, Gary Willis, Jeff Fuczinsky, Kirk Covington, Armand Sabal·lecco, Horacio "El Negro", Gonzalo Rubalcaba, Dick Oatts... Destaca la seva última col·laboració amb el guitarrista flamenc Niño Josele, sumada a la seva faceta com a arranjador de la música d'Evans per a big band, així com la seva estreta col·laboració amb el cineasta Cesc Gay, que l'ha portat a rubricar les bandes sonores de pel·lícules com Hotel Room, A la ciutat o VSO.
En el marc del 42 Voll-Damm Festival Internacional de Jazz de Barcelona, celebrat 20 de novembre de 2010, Díaz va presentar amb la col·laboració especial del saxofonista Perico Sambeat, el seu primer treball a piano sol Benestar/Peaceful.
Díaz va ser finalista als Premis Enderrock 2012 (Millor Disc de Jazz), així com finalista a la IV edició dels Premis de la Música Independent.
The New Catalan Ensemble (NewCat), és un un projecte creat per Díaz el 2014, el qual que pivota sobre la fusió del jazz i el so d'arrel tradicional; el seu primer àlbum va comptar amb la trompetista, saxofonista i cantant de jazz barcelonina Andrea Motis i el saxofonista Joan Chamorro com a convidats.

## Carrera docent
Com a docent, va ser professor d'Història de la música al Centre d'Estudis Montseny (1989-90), al Blue Train de Sabadell (1990-1991 al 1996-97) i a l'Alois Haba (1997-98); d'Improvisació i grups instrumentals a Aula 7; de Piano, harmonia i combos al 1r Seminari de Jazz de Saragossa, al Masterclass de Menorca (Maó); de piano i combos al Seminari Internacional de Zarautz (edició I/III/IV/V), al 1r Seminari de Jazz organitzat pel Conservatori d'Albacete, al Seminari organitzat per l'Escola Municipal de Música de Saragossa, al Seminari de Música Moderna i Improvisació de Monforte de Lemos i al Seminari Internacional de Jazz i Flamenc (2008) promogut pel Taller de Músics (Barcelona). Entre els anys 2002-2003 i també 2005-2006 va ser professor de piano i combos a Musikene (Centre Superior d'Estudis Musicals del País Basc). També fou el sotsdirector del Grau Superior de Música del Taller de Músics durant el curs 2009-2010.
Actualment és professor de piano, combos, improvisació i composició a l'Escola Superior de Música de Catalunya (ESMuC) i col·laborador del Taller de Músics.
Díaz és membre del grup de compositors ESMuC Jazz Project, juntament amb Lluís Vidal, Joan Monné, Francesc Capella i Joan Sanmartí.